# Licijski jezik
Licijski jezik (likijski; ISO 639-3: xlc) jest izumrli jezik drevnih Licijaca koji spada u indo-europsku jezičnu porodicu, odnosno u podskupinu anatolijskih jezika. Jezik je izumro u korist grčkog jezika u 3. stoljeću pr. Kr.

## Poveznice
- Licija

## Vanjske poveznice
- Licijski jezik  Arhivirana inačica izvorne stranice od 16. listopada 2005. (Wayback Machine)
- Licijski natpisi (titus.uni-frankfurt.de)
- Dešifriranje licijskog jezika (Universal Character Set)  Arhivirana inačica izvorne stranice od 30. rujna 2020. (Wayback Machine)